# Battaglia di Shiojiritōge
La battaglia di Shiojiritōge del 1548 fu una della tante battaglie di Takeda Shingen per prendere il controllo dello Shinano. Ebbe luogo poco dopo la devastante sconfitta di Shingen nella battaglia di Uedahara; cercò una rapida vendetta e tornò ad avere una serie di vittorie sul campo.
Shingen lanciò un attacco a sorpresa al campo di Ogasawara Nagatoki, usando una piccola forza a cavallo che colpisse rapidamente. Avvicinandosi nella notte ed attaccando all'alba trovarono i nemici impreparati, conquistando il campo mentre gli uomini prendevano armi ed armature.
Questa battaglia fu una delle tante in cui risalta l'efficacia e la strategia di Shingen nell'utilizzo della cavalleria.